# Abutilon sphaerostaminum
Abutilon sphaerostaminum är en malvaväxtart som beskrevs av Bénédict Pierre Georges Hochreutiner. Abutilon sphaerostaminum ingår i släktet klockmalvor, och familjen malvaväxter. Inga underarter finns listade i Catalogue of Life.